# Windows Live Gallery
O Windows Live gallery foi um website com galerias de miniaplicativos (chamados widgets ou gadgets) que podem ser transferidos para a Home Page do Windows Live (exibição de conteúdos diversos) e para um recursos do novo Microsoft Windows Vista, que é a Sidebar. Além disso, permite que outros usuários disponibilizem seus miniaplicativos.

## Sidebar
A Windows Sidebar (barra lateral), presente no Windows Vista, é um dos modos de ver os miniaplicativos do Windows Live Gallery. É uma barra própria para ver esses programinhas.

## Home Page do Windows Live
Permite que certos miniaplicativos rodem na Home Page e sejam movidos pela página (Tecnologia da Web 2.0).

## Ligações Externas
- Home Page do Live Gallery
- Home Page do Windows Live